# Williams (Californie)
Pour les articles homonymes, voir Williams.
Williams est une municipalité américaine du comté de Colusa, en Californie. Au recensement de 2010, Williams comptait 5 123 habitants.

## Démographie
| 1880 | 1890 | 1930 | 1940 | 1950  | 1960  |
| ---- | ---- | ---- | ---- | ----- | ----- |
| 279  | 461  | 851  | 814  | 1 134 | 1 370 |

| 1970  | 1980  | 1990  | 2000  | 2010  | - |
| ----- | ----- | ----- | ----- | ----- | - |
| 1 571 | 1 655 | 2 297 | 3 670 | 5 123 | - |